# Diario Democracia
Diario Democracia é um jornal argentino editado na cidade de Junín, província de Buenos Aires.
Foi fundado em 1931 pelo político argentino Moisés Lebensohn.